# Ivo Janakiev
Ivo Janakiev, född den 12 oktober 1975 i Burgas i Bulgarien, är en bulgarisk roddare.
Han tog OS-brons i singelsculler i samband med de olympiska roddtävlingarna 2004 i Aten.